# Gargolla

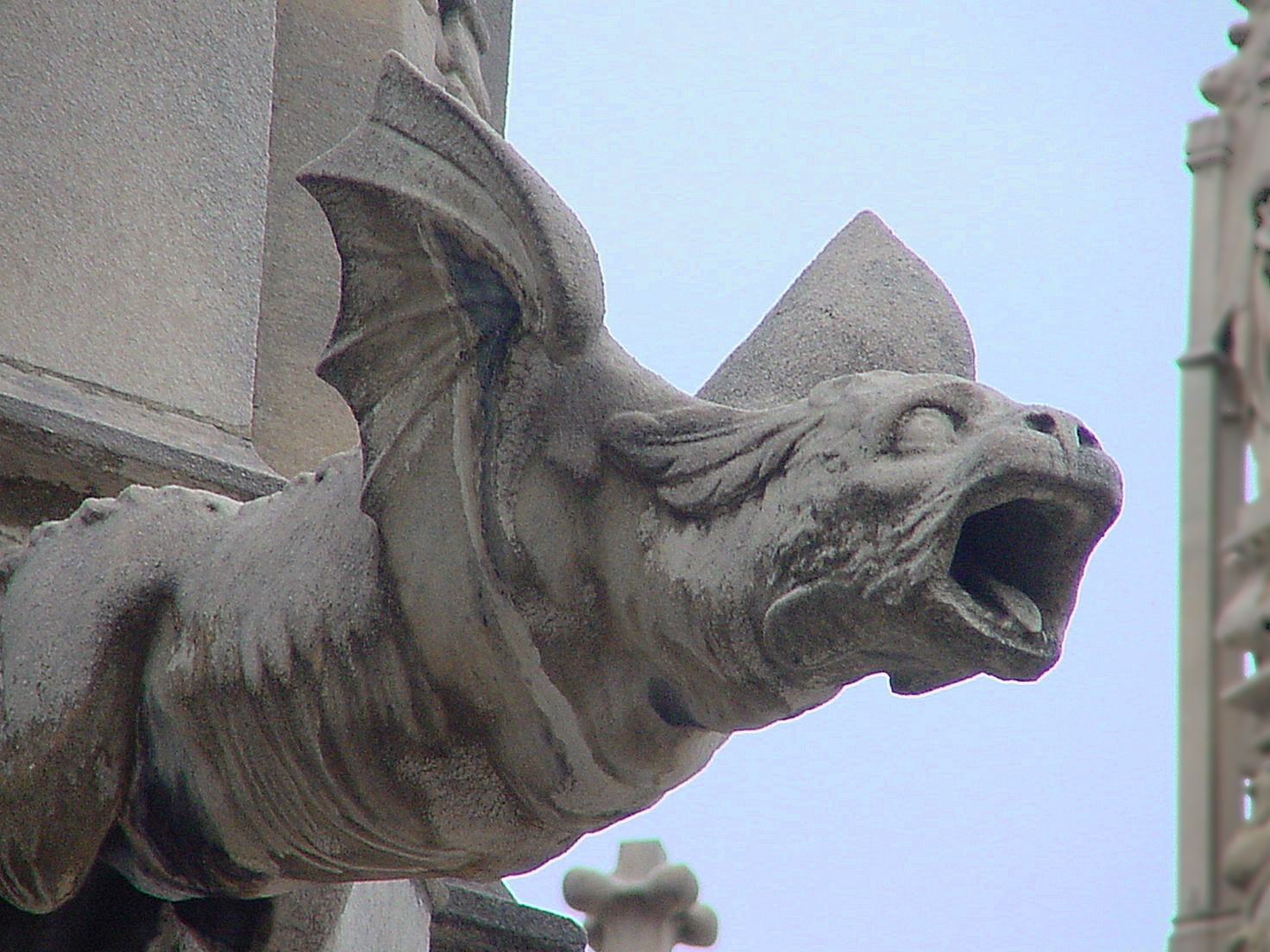
Gargolla a forma di drago, Duomo di Milano

La gargolla o garguglia è la parte terminale dello scarico dei canali di gronda, o grondaie, spesso ornata con figure animalesche, fantastiche o mostruose, come i gocciolatoi a protomi leonine dei templi greci.
Si trova in molte chiese e cattedrali cristiane, ma anche su edifici civili (come municipi) del periodo medievale. In italiano garguglia si può considerare sinonimo di doccione, anche se talvolta col nome di gargolla si indica la figura fantastica senza che essa abbia necessariamente funzione di doccione; viceversa i doccioni non sempre hanno figure scolpite. Causa l'influenza di film e videogiochi, negli anni duemila si è diffuso il termine inglese gargoyle come sostituito dell'originale italiano.

## Etimologia

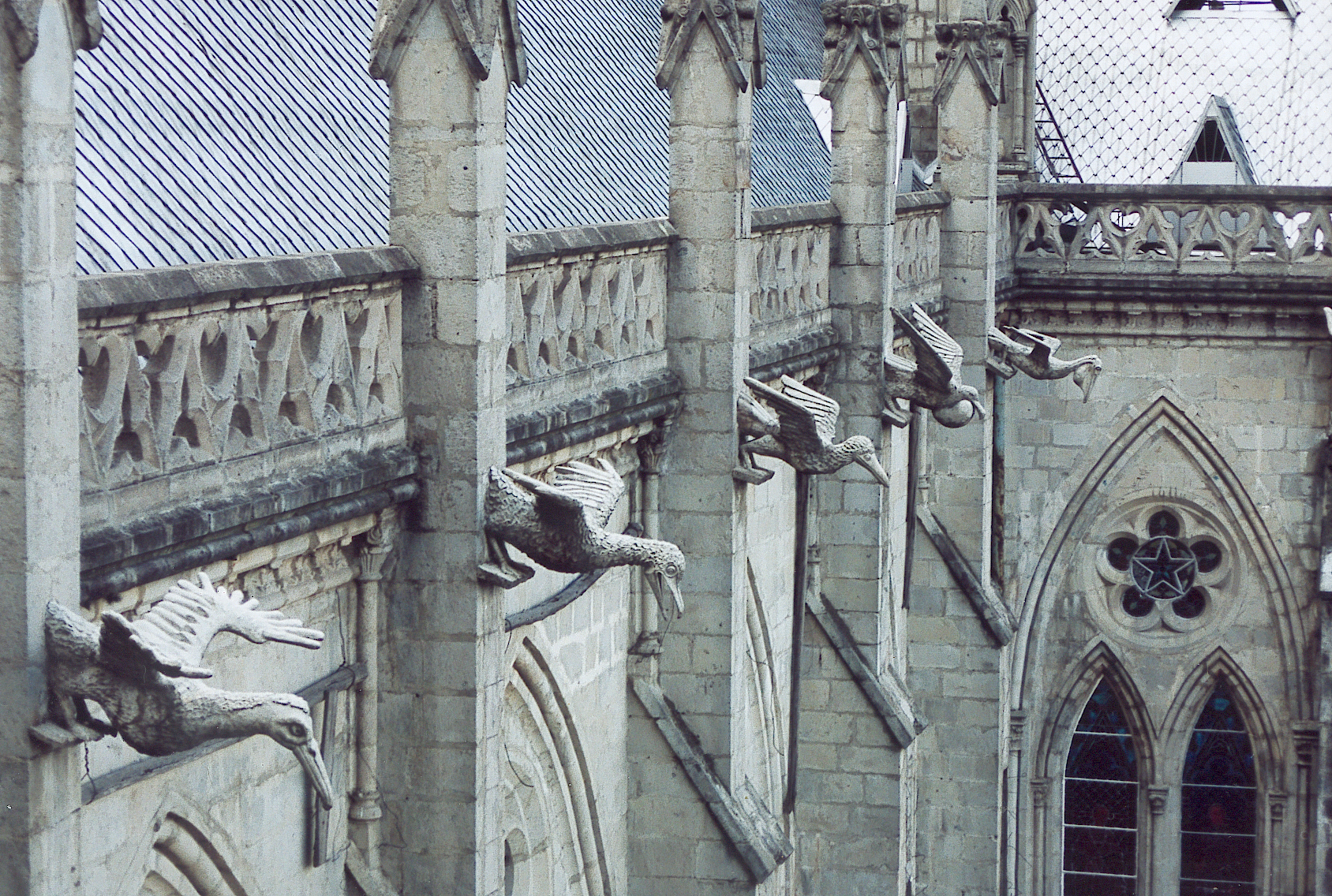
Gargolle della Basilica del Voto Nacional di Quito

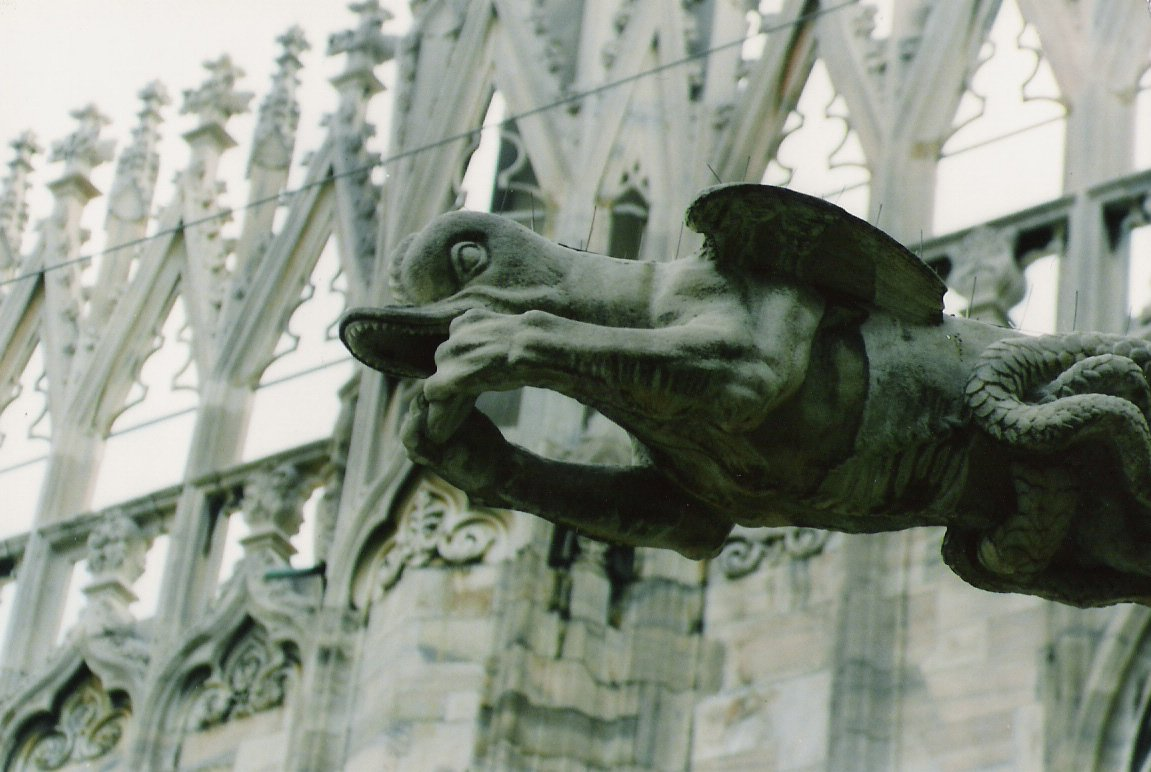
Gargolla del Duomo di Milano

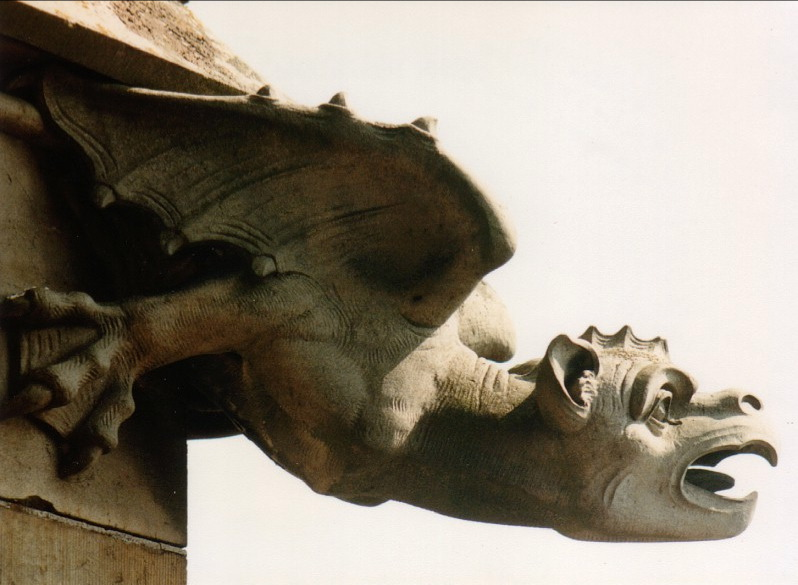
Una gargolla zoomorfa a Ulma

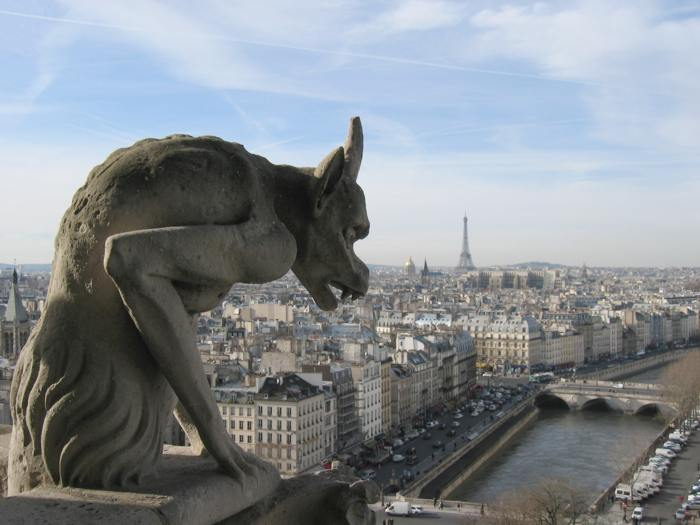
Una chimera, una statua con le sembianze per metà di un animale e per metà di un altro, opera di Eugène Viollet-le-Duc posizionata sulla copertura della Cattedrale di Notre-Dame a Parigi. È comunemente, ma erroneamente, considerata una gargolla, nonostante non abbia alcuna funzione di doccione, ma solamente decorativa.

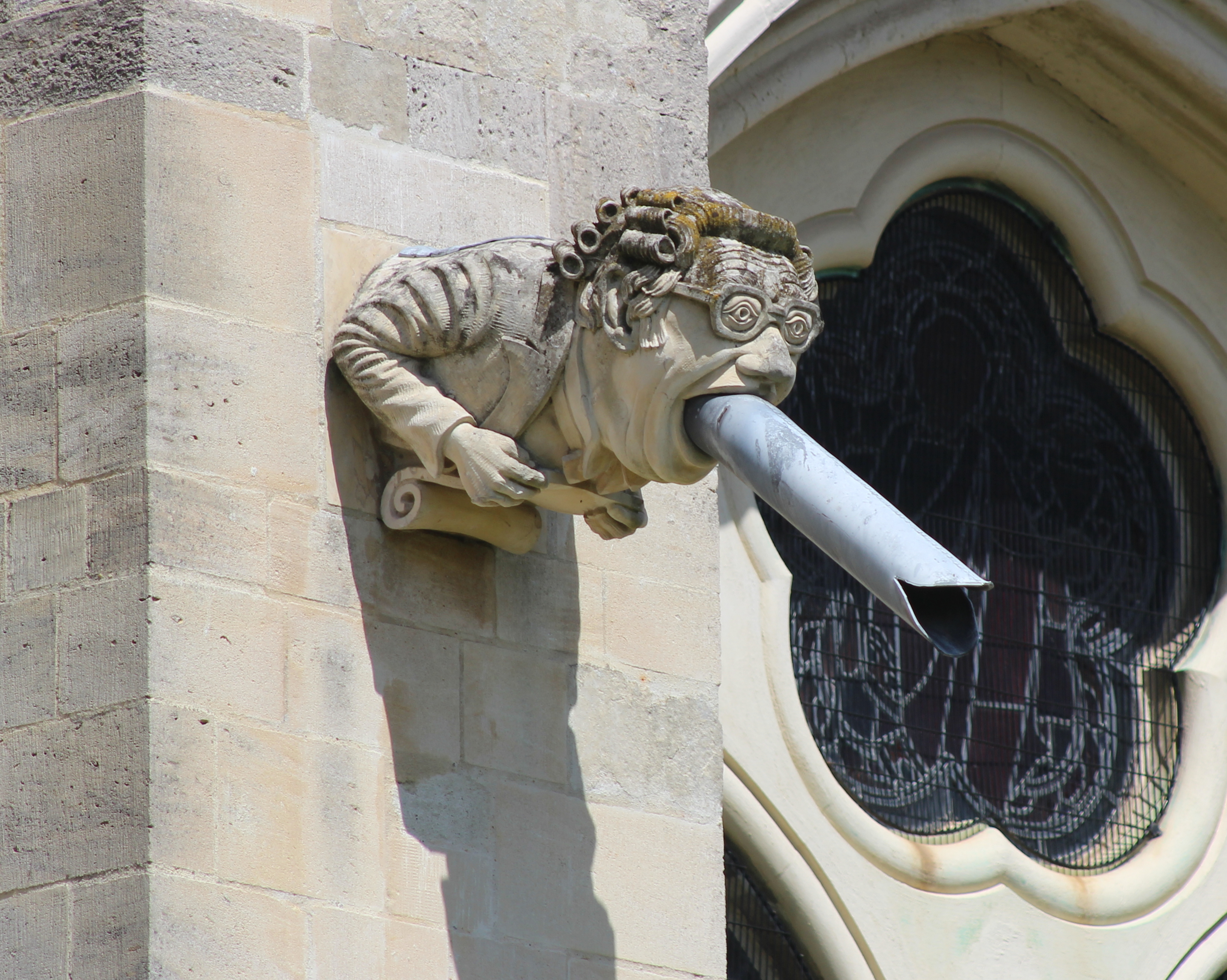
Gargolla moderna, Cattedrale di Chichester, che mostra uno spartiacque

Gargolla e garguglia vengono dal francese gargouille che a sua volta deriva dal latino gurgulio, termine onomatopeico collegato al gorgoglio dell'acqua che passa attraverso un doccione. L'inglese gargoyle ha lo stesso etimo.

## Architettura
Dal punto di vista architettonico una gargolla ha in genere la funzione di doccione, cioè è la parte finale di un sistema di scarico dell'acqua piovana che si protende da un cornicione o da un tetto con lo scopo di farla defluire, impedendo che, scorrendo lungo i muri, li danneggi o penetri nelle fondazioni.

## Storia
A partire dal X-XI secolo in Europa si iniziò a costruire i doccioni in pietra. L'epoca in cui si raggiunse la maggior diffusione di gargolle è il XIII secolo, verso la fine del quale si cominciò a fare uso di caricature e figure grottesche, che nel tempo divennero sempre più elaborate: inizialmente veniva scolpito solo il busto dell'animale o della creatura fantastica, in seguito si raffigurò l'animale intero, spesso avvinghiato con gli artigli all'edificio. Di frequente i doccioni rappresentavano draghi o leoni e di solito l'acqua scorreva lungo la schiena o all'interno per defluire poi dalla bocca.

## Simbologia
La spiritualità visionaria medievale creò gargolle di ogni sorta, da figure demoniache a facce gioconde, fino a creature metà uomini e metà bestie. La simbologia delle gargolle è complessa e attinge dalle sacre scritture e dalla tradizione pagana. Il retaggio delle creature ibride greche ed egiziane si mischiò nel Medioevo all'universo mitico dei bestiari come Il Fisiologo, libri illustrati con descrizioni di animali fantastici di terre lontane. Gli artisti influenzati da tali testi scolpirono doccioni bestiali e affascinanti. Le caratteristiche degli animali immaginari furono reinterpretate in chiave cristiana. Alcuni studiosi hanno teorizzato che le gargolle siano state utilizzate come guardiani delle chiese per tenere lontano i demoni. Altri pensano che questi doccioni simboleggiassero demoni, da cui i passanti avrebbero trovato scampo in chiesa.

## Il drago Grand'Goule
Una leggenda francese parla di un drago chiamato Grand'Goule, che possedeva ali e corpo da rettile; viveva in una caverna nei pressi della Senna e si placava soltanto con offerte sacrificali annuali. Intorno al VII secolo giunse a Rouen un sacerdote di nome Romano (futuro arcivescovo di Rouen e santo), che promise di liberare il paese dal drago in cambio della conversione di tutti i cittadini e la costruzione di una chiesa. Romano sottomise il mostro con il segno della croce, lo esorcizzò e lo portò fuori dal paese legato a un guinzaglio fatto con la sua tonaca. Grand'Goule fu bruciato su un rogo, ma il collo e la testa non si consumarono e vennero perciò staccati dal corpo e posti sulle mura di Rouen come protezione per spaventare gli spiriti maligni, divenendo così il modello per le gargolle.

## Notre-Dame
Pochi sanno che a Notre-Dame queste figure non sono il frutto dell'immaginario gotico medievale, come i principali elementi architettonici della cattedrale realizzata quasi interamente fra il XII e il XIII secolo, ma furono aggiunte dall'architetto Eugène Viollet-le-Duc solo verso la metà del XIX secolo.

## Influenza culturale
- La Disney ha prodotto una serie animata per la TV intitolata Gargoyles - Il risveglio degli eroi (1994-1997), i cui protagonisti sono esseri antropomorfi di grande stazza.
- Sempre la Disney ha prodotto nel 1996 il cartone animato Il gobbo di Notre Dame, dove Quasimodo dialoga con personificazioni di gargolle.
- Il film Gargoyles è dedicato a una gargolla.
- Il gargoyle è l'antagonista di una puntata di Scooby-Doo.
- I gargoyle sono presenti nel primo film della saga di Harry Potter, Harry Potter e la Pietra Filosofale, diretto dal regista Chris Columbus e prodotto dalla Warner Bros.
- I gargoyles sono protagonisti del film del 2014 I, Frankenstein di Stuart Beattie. In questo caso i Gargoyle sono esseri affini agli angeli che hanno giurato di proteggere l'umanità e si scontrano con i demoni che vogliono distruggerla.
- Nel cartone animato Disney Vampirina uno dei personaggi ricorrenti è una gargolla parlante di nome Gregoria.
- Nel videogioco The Witcher 3 i gargoyle sono nemici base presenti nel mondo di gioco.
- Anche nei videogiochi della serie Dark Souls i gargoyle sono nemici. Ricorrente il loro utilizzo come boss di una Campana.
- Nel videogioco MediEvil i "Gargoyle" ("Garguglia", all'italiana, nella terminologia aggiornata nell'edizione restaurata per PlayStation 4) sono statue di pietra affisse sul muro rappresentanti il volto di una gargolla, le quali narrano al protagonista della serie sir Daniel Fortesque le varie vicende storiche relative ai luoghi che visita, o avvenimenti legati allo scorrere degli eventi.
- Nel videogioco The Elder Scrolls V: Skyrim i gargoyle sono nemici introdotti con il dlc Dawnguard e sono affrontabili principalmente all'interno di Castel Volkihar.
- Nel videogioco Fable 2 le Gargolle sono delle statue maledette che insultano chiunque gli si avvicini. Una volta distrutte tutte e 50 il giocatore può ottenere il loro tesoro nella caverna sotto il fiume della città di Bowerstone.